# Emmanuel Duchemin
Pour les articles homonymes, voir Duchemin.
Emmanuel Duchemin, né le 14 mars 1979 à Amiens, était un footballeur français qui évoluait au poste de milieu de terrain.

## Biographie
Emmanuel Duchemin joue à Amiens et à Nancy.
Le 16 octobre 2008, il annonce sa retraite professionnelle pour cause de blessure au talon.

## Carrière
| Saison      | Club              | Pays | Championnat | Championnat | Championnat | Coupe de la Ligue | Coupe de la Ligue | Coupe de France | Coupe de France | Coupe d'Europe | Coupe d'Europe | Coupe d'Europe |
| Saison      | Club              | Pays | Division    | Matchs      | Buts        | Matchs            | Buts              | Matchs          | Buts            | Type           | Matchs         | Buts           |
| ----------- | ----------------- | ---- | ----------- | ----------- | ----------- | ----------------- | ----------------- | --------------- | --------------- | -------------- | -------------- | -------------- |
| 1997 - 1998 | Amiens SC         |      | Division 2  | 22          | 0           | ?                 | ?                 | ?               | ?               | -              | -              | -              |
| 1998 - 1999 | Amiens SC         |      | Division 2  | 17          | 1           | ?                 | ?                 | ?               | ?               | -              | -              | -              |
| 1999 - 2000 | Amiens SC         |      | Division 2  | 30          | 0           | ?                 | ?                 | ?               | ?               | -              | -              | -              |
| 2000 - 2001 | Amiens SC         |      | National    | 29          | 1           | ?                 | ?                 | ?               | ?               | -              | -              | -              |
| 2001 - 2002 | Amiens SC         |      | Division 2  | 30          | 2           | ?                 | ?                 | ?               | ?               | -              | -              | -              |
| 2002 - 2003 | Amiens SC         |      | Ligue 2     | 31          | 0           | ?                 | ?                 | ?               | ?               | -              | -              | -              |
| 2003 - 2004 | AS Nancy-Lorraine |      | Ligue 2     | 31          | 1           | 2                 | 0                 | 3               | 1               | -              | -              | -              |
| 2004 - 2005 | AS Nancy-Lorraine |      | Ligue 2     | 31          | 3           | 1                 | 0                 | 2               | 0               | -              | -              | -              |
| 2005 - 2006 | AS Nancy-Lorraine |      | Ligue 1     | 26          | 1           | 4                 | 0                 | 1               | 0               | -              | -              | -              |
| 2006 - 2007 | AS Nancy-Lorraine |      | Ligue 1     | 24          | 0           | 2                 | 0                 | 1               | 0               | C3             | 7              | 0              |
| 2007 - 2008 | AS Nancy-Lorraine |      | Ligue 1     | 0           | 0           | ?                 | ?                 | ?               | ?               | -              | -              | -              |
| 2008 - 2009 | AS Nancy-Lorraine |      | Ligue 1     | 0           | 0           | ?                 | ?                 | ?               | ?               | -              | -              | -              |

## Palmarès
- Vainqueur de la Coupe de la Ligue en 2006 avec l'AS Nancy-Lorraine
- Champion de France de L2 en 2005 avec l'AS Nancy-Lorraine
- Finaliste de la Coupe de France en 2001 avec Amiens